# Lista de prêmios e indicações recebidos por Florence and the Machine

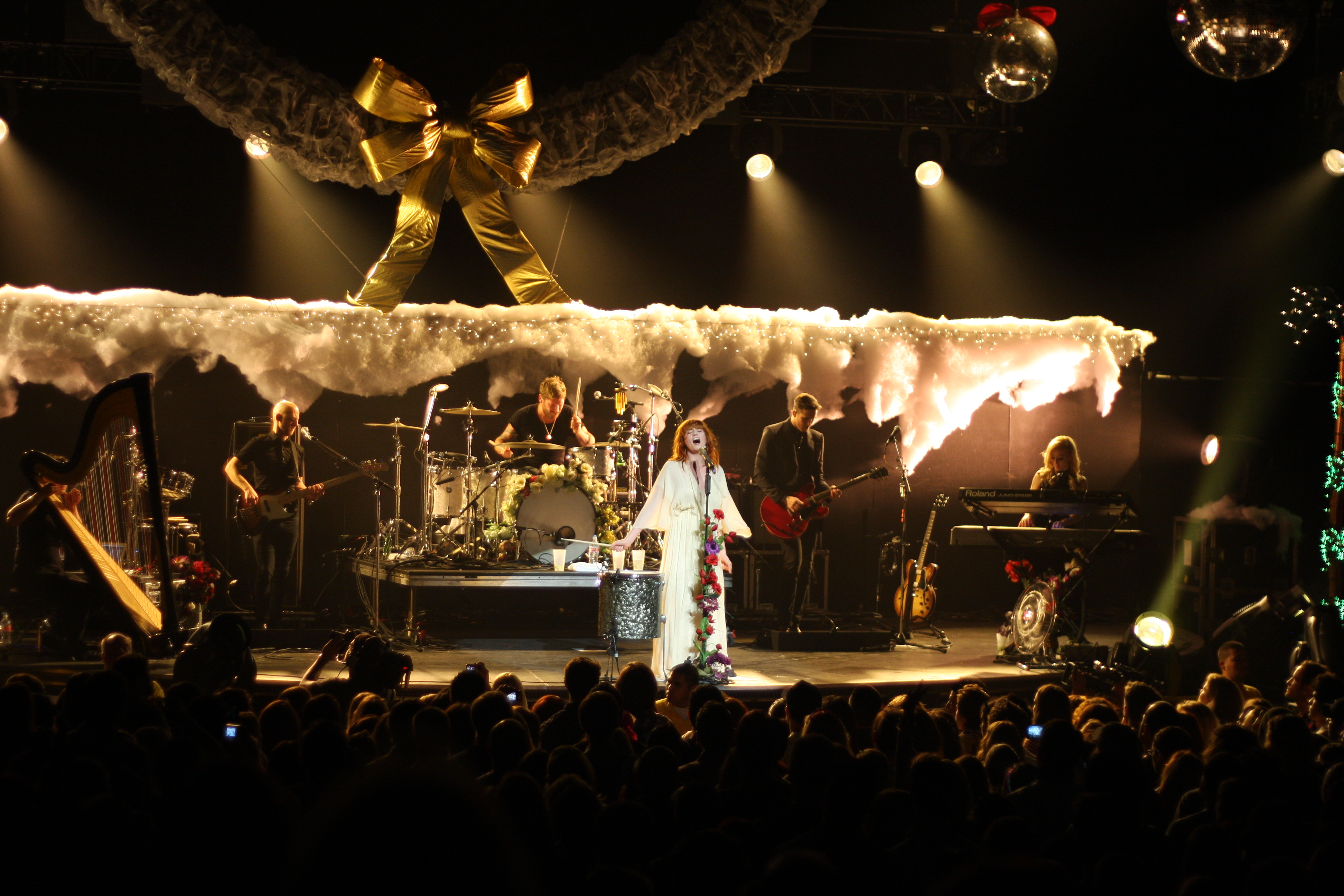
Florence and the Machine

## ARIA Music Awards
| Ano  | Nomeação                 | Categoria                 | Resultado |
| ---- | ------------------------ | ------------------------- | --------- |
| 2012 | Florence and the Machine | Best International Artist | Indicado  |

## BBC

### BBC Sound of...
| Ano  | Nomeação                 | Categoria     | Resultado |
| ---- | ------------------------ | ------------- | --------- |
| 2009 | Florence and the Machine | Sound of 2009 | Indicado  |

### BBC Music Awards
| Ano  | Nomeação                 | Categoria                    | Resultado |
| ---- | ------------------------ | ---------------------------- | --------- |
| 2015 | Florence and the Machine | British Artist of the Year   | Indicado  |
| 2015 | Florence and the Machine | Live Performance of the Year | Indicado  |

## Brit Awards
| Ano  | Nomeação                         | Categoria                            | Resultado |
| ---- | -------------------------------- | ------------------------------------ | --------- |
| 2009 | Florence and the Machine         | Critics' Choice                      | Venceu    |
| 2010 | Florence and the Machine         | British Female Solo Artist           | Indicado  |
| 2010 | Florence and the Machine         | British Breakthrough Act             | Indicado  |
| 2010 | Lungs                            | MasterCard British Album of the Year | Venceu    |
| 2011 | "You've Got the Love"            | British Single                       | Indicado  |
| 2012 | Florence and the Machine         | British Female Solo Artist           | Indicado  |
| 2012 | Ceremonials                      | MasterCard British Album of the Year | Indicado  |
| 2013 | "Spectrum (Say My Name)"         | British Single                       | Indicado  |
| 2016 | Florence and the Machine         | British Female Solo Artist           | Indicado  |
| 2016 | How Big, How Blue, How Beautiful | MasterCard British Album of the Year | Indicado  |

## BT Digital Music Awards
| Ano  | Nomeação                 | Categoria          | Resultado |
| ---- | ------------------------ | ------------------ | --------- |
| 2013 | Florence and the Machine | Best Female Artist | Indicado  |
| 2013 | "You've Got the Love"    | Best Song          | Indicado  |

## ECHO Awards
| Ano  | Nomeação                 | Categoria                         | Resultado |
| ---- | ------------------------ | --------------------------------- | --------- |
| 2013 | Florence and the Machine | Best International Rock/Pop Group | Indicado  |

## Elle Style Awards
| Ano  | Nomeação                 | Categoria            | Resultado |
| ---- | ------------------------ | -------------------- | --------- |
| 2010 | Florence and the Machine | Musician of the Year | Venceu    |
| 2012 | Florence and the Machine | Best Music Act       | Venceu    |

## European Festival Awards
| Ano  | Nomeação                 | Categoria             | Resultado |
| ---- | ------------------------ | --------------------- | --------- |
| 2010 | "You've Got the Love"    | Best Newcomer         | Venceu    |
| 2010 | Florence and the Machine | Anthem of the Year    | Indicado  |
| 2015 | Florence and the Machine | Headliner Of The Year | Indicado  |
| 2015 | "Ship to Wreck"          | Anthem of the Year    | Indicado  |

## Glamour Women of the Year Awards
| Ano  | Nomeação                 | Categoria        | Resultado |
| ---- | ------------------------ | ---------------- | --------- |
| 2010 | Florence and the Machine | Band of the Year | Venceu    |
| 2011 | Florence and the Machine | Band of the Year | Indicado  |

## Grammy Awards
| Ano  | Nomeação                         | Categoria                      | Resultado |
| ---- | -------------------------------- | ------------------------------ | --------- |
| 2011 | Florence and the Machine         | Best New Artist                | Indicado  |
| 2013 | Ceremonials                      | Best Pop Vocal Album           | Indicado  |
| 2013 | "Shake It Out"                   | Best Pop Duo/Group Performance | Indicado  |
| 2016 | "Ship to Wreck"                  | Best Pop Duo/Group Performance | Indicado  |
| 2016 | How Big, How Blue, How Beautiful | Best Pop Vocal Album           | Indicado  |
| 2016 | "What Kind of Man"               | Best Rock Performance          | Indicado  |
| 2016 | "What Kind of Man"               | Best Rock Song                 | Indicado  |

## International Dance Music Awards
| Ano  | Nomeação                             | Categoria                         | Resultado |
| ---- | ------------------------------------ | --------------------------------- | --------- |
| 2011 | "Dog Days Are Over" (Yeasayer Remix) | Best Alternative/Rock Dance Track | Indicado  |

## Ivor Novello Awards
| Ano  | Nomeação       | Categoria                         | Resultado |
| ---- | -------------- | --------------------------------- | --------- |
| 2012 | "Shake It Out" | Best Song Musically and Lyrically | Indicado  |

## Mercury Prize
| Ano  | Nomeação                         | Categoria     | Resultado |
| ---- | -------------------------------- | ------------- | --------- |
| 2009 | Lungs                            | Mercury Prize | Indicado  |
| 2015 | How Big, How Blue, How Beautiful | Mercury Prize | Indicado  |

## Meteor Music Awards
| Ano  | Nomeação                 | Categoria                | Resultado |
| ---- | ------------------------ | ------------------------ | --------- |
| 2010 | Florence and the Machine | Best International Band  | Venceu    |
| 2010 | Florence and the Machine | Best International Live  | Indicado  |
| 2010 | Lungs                    | Best International Album | Indicado  |

## MOJO Awards
| Ano  | Nomeação                 | Categoria        | Resultado |
| ---- | ------------------------ | ---------------- | --------- |
| 2010 | Florence and the Machine | Breakthrough Act | Indicado  |
| 2010 | Florence and the Machine | Best Live Act    | Indicado  |
| 2010 | "You've Got the Love"    | Song of the Year | Indicado  |
| 2010 | Lungs                    | Best Album       | Indicado  |

## MTV

### MTV Europe Music Awards
| Ano  | Nomeação                 | Categoria             | Resultado |
| ---- | ------------------------ | --------------------- | --------- |
| 2009 | Florence and the Machine | Best UK & Ireland Act | Indicado  |
| 2011 | Florence and the Machine | Best UK & Ireland Act | Indicado  |
| 2012 | Florence and the Machine | Best Alternative      | Indicado  |
| 2015 | Florence and the Machine | Best Alternative      | Indicado  |

### MTV Video Music Awards
| Ano  | Nomeação            | Categoria                    | Resultado |
| ---- | ------------------- | ---------------------------- | --------- |
| 2010 | "Dog Days Are Over" | Video of the Year            | Indicado  |
| 2010 | "Dog Days Are Over" | Best Rock Video              | Indicado  |
| 2010 | "Dog Days Are Over" | Best Art Direction           | Venceu    |
| 2010 | "Dog Days Are Over" | Best Cinematography          | Indicado  |
| 2015 | "Ship to Wreck"     | Best Rock Video              | Indicado  |
| 2016 | The Odyssey         | Breakthrough Long Form Video | Indicado  |
| 2016 | "Delilah"           | Best Choreography            | Indicado  |

### MTV Video Music Awards Japan
| Ano  | Nomeação                                                | Categoria              | Resultado |
| ---- | ------------------------------------------------------- | ---------------------- | --------- |
| 2013 | "Breath of Life" (do filme Snow White and the Huntsman) | Best Video from a Film | Indicado  |

## NME Awards
| Ano  | Nomeação                       | Categoria                | Resultado |
| ---- | ------------------------------ | ------------------------ | --------- |
| 2010 | Florence and the Machine       | Best Solo Artist         | Indicado  |
| 2010 | "Rabbit Heart (Raise It Up)"   | Best Track               | Indicado  |
| 2010 | "You've Got the Love"          | Best Dancefloor Filler   | Indicado  |
| 2011 | Florence and the Machine       | Best Solo Artist         | Indicado  |
| 2012 | Florence and the Machine       | Best Solo Artist         | Venceu    |
| 2012 | "Shake It Out"                 | Best Track               | Venceu    |
| 2012 | Florence and the Machine       | Hottest Female           | Indicado  |
| 2013 | Florence and the Machine       | Best Solo Artist         | Venceu    |
| 2016 | Florence headlines Glastonbury | Music Moment of the Year | Indicado  |

## Q Awards
| Ano  | Nomeação                       | Categoria           | Resultado |
| ---- | ------------------------------ | ------------------- | --------- |
| 2009 | Lungs                          | Best Album          | Indicado  |
| 2009 | "Drumming Song"                | Best Video          | Indicado  |
| 2009 | Florence and the Machine       | Breakthrough Artist | Indicado  |
| 2010 | Florence and the Machine       | Best Female         | Venceu    |
| 2010 | "You've Got the Love"          | Best Song           | Venceu    |
| 2012 | "Shake It Out"                 | Best Track          | Indicado  |
| 2015 | How Big How Blue How Beautiful | Q Best Album        | Indicado  |
| 2015 | "Ship To Wreck"                | Q Best Video        | Venceu    |
| 2015 | "What Kind Of Man"             | Q Best Track        | Indicado  |

## UK Music Video Awards
| Ano  | Nomeação                     | Categoria                      | Resultado |
| ---- | ---------------------------- | ------------------------------ | --------- |
| 2009 | "Drumming Song"              | Best Pop Video                 | Indicado  |
| 2009 | "Drumming Song"              | Best Styling in a Video        | Venceu    |
| 2009 | "Rabbit Heart (Raise it Up)" | Best Styling in a Video        | Indicado  |
| 2010 | "Dog Days Are Over"          | Best Pop Video                 | Indicado  |
| 2010 | "Dog Days Are Over"          | Best Styling in a Video        | Indicado  |
| 2012 | "Shake It Out"               | Best Editing in a Video        | Indicado  |
| 2013 | "Lover to Lover"             | Best Alternative Video – UK    | Indicado  |
| 2013 | "Lover to Lover"             | Best Cinematography in a Video | Indicado  |
| 2015 | "Queen of Peace/Long & Lost" | Best Rock/Indie Video          | Indicado  |
| 2015 | "What Kind of Man"           | Best Rock/Indie Video          | Indicado  |
| 2015 | Florence + The Machine       | Best Artist                    | Indicado  |

## World Music Awards
| Ano  | Nomeação                 | Categoria          | Resultado |
| ---- | ------------------------ | ------------------ | --------- |
| 2013 | Ceremonials              | World's Best Album | Indicado  |
| 2013 | Florence and the Machine | World's Best Group | Indicado  |

## World Soundtrack Awards
| Ano  | Nomeação                                                | Categoria                                      | Resultado |
| ---- | ------------------------------------------------------- | ---------------------------------------------- | --------- |
| 2013 | "Breath of Life" (do filme Snow White and the Huntsman) | Best Original Song Written Directly for a Film | Indicado  |

## 4Music Video Honours
| Ano  | Nomeação            | Categoria          | Resultado |
| ---- | ------------------- | ------------------ | --------- |
| 2011 | "Dog Days Are Over" | Best Video of 2010 | Indicado  |